# Frédéric Boutet
Frédéric Boutet (* 5. November 1874 in Bourges, Département Cher; † 31. Januar 1941 in Arcachon, Département Gironde) war ein französischer Autor.

## Leben
Boutets Vater entwickelte 1870 die Planung für eine Hängebrücke über den Ärmelkanal, die nicht verwirklicht wurde. Nach einem Umzug der Familie nach Auteuil in Paris besuchte er dort das Lycée Janson de Sailly. Er glänzte mit seinen schulischen Leistungen und er lernte in dieser Zeit die jungen Dichter wie Franc-Nohain und Oscar Venceslas de Lubicz-Milosz kennen. Seine Mutter zog mit ihm, nachdem sie Witwe geworden war, in das Zentrum von Paris. Dort lernte der junge Mann in den literarischen Cafés der Stadt unter anderem Oscar Wilde kennen und machte Bekanntschaft mit dem Symbolisten und den Dekadenten.
Im Alter von 24 Jahren gab Boutet im okkultistischen Pariser Verlag Chamuel eine Sammlung fantastischer, dekadenter Erzählungen mit dem Titel Contes dans la nuit heraus. In den folgenden Jahren veröffentlichte er im gleichen Verlag weitere groteske und dekadente Geschichten, von denen einige bereits den kommenden Surrealismus vorwegnahmen. Es erschienen danach zwei Kurzromane, die 1902 in einem Band gedruckt wurden.
1903 trat Boutet in die Redaktion des Français, der Abendausgabe der Tageszeitung Le Matin, ein. In den Folgejahren veröffentlichte er in verschiedenen Tages- und Wochenzeitungen Erzählungen und mehrere Romane. 1908 erschienen achtzehn seiner Geschichten aus dem Français mit dem Titel Histoires vraisemblables.
Boutet war zweimal verheiratet und starb nach der Niederlage Frankreichs im Zweiten Weltkrieg in Arcachon an der südwestfranzösischen Atlantikküste.

## Ehrungen
- 1929 Prix du Président de la République der Société des gens de lettres für sein Lebenswerk.

## Werke (Auswahl)
Erzählungen
- Contes dans la nuit. Chamuel, Paris 1898.
- Drames baroques et mélancoliques. Chamuel, Paris 1899.
- Les Victimes grimacent. Chamuel, Paris 1900.
  - Deutsch: Seltsame Masken. Novellen. Georg Müller, München/Leipzig 1913 (übersetzt von Maria aus’m Weerth)
- Histoires vraisemblables. Éd. Terre de brune, Rennes 2004, ISBN 2-84362-242-5 (EA Paris 1908).
- Aventures sombres et pittoresques. Ferenczi & fils, Paris 1921.
- Le Spectre de M. Imberger. NABU Press, Charleston N.C. 2012, ISBN 978-1-272-86893-2 (Nachdruck d. Ausg. Paris 1922).
- La Scène tournante. Gallimard, Paris 1926.
  - Deutsch: Drehbühne. Ausgewählte Novellen. Verlag Weltgeist-Bücher, Berlin-Charlottenburg 1926 (übersetzt von Lina Frender)

Romane
- L’Homme sauvage et Julius Pingouin. 2 petits romans fantaisistes. Flammarion, Paris 1922 (EA Paris 1902).
- Le Reflet de Claude Mercœur (= Le live de demain; 44). Fayard, Paris 1931 (EA Paris 1921)
Inhalt: Le reflet de Claude Mecœr. – L’homme qui a été fou. – L’île ingrate. – Le meurte de l’Americain. – Lenoir et Keller.
- Les Aventuriers du mystère. Tableau de l'Au-delà. Gallimard, Paris 1927.
  - Deutsch: Das letzte Abenteuer. Georg Müller, München 1927 (übersetzt von Hanns Heinz Ewers und Maria Ewers-aus’m Weerth).
- L’Île de noce ou, Les sept nuits de Valentine.
  - Deutsch: Die Insel der sieben Nächte. Georg Müller, München 1928 (übersetzt von Rosa Breuer-Lucka)
- La Peau d'orange. Librairie des Champs-Élysées, Paris 1935.
- Dictionnaire des sciences occultes. Librairie des Champs-Élysées, Paris 1937. (Beigefügt: Dictionnaire des songes).
  - Deutsch: Sein Schatten. Münster-Verlag, Basel 1950 (übersetzt von Lucy Housse).
  - Deutsch: Tragik um Daniel Le Bracy. Éditions de la Coupole, Strasbourg 1955 (übersetzt von Lucy Housse)
  - Deutsch: Die Dame in Grün. Unheimliche Geschichten (= Die Fünfmarkbücher). Langen/Müller, München 1971 (übersetzt von Hanns Heinz Ewers und Maria Ewers-aus’m Weerth).
als Taschenbuch. dtv, 1980, ISBN 3-423-01855-0.